# Gibraltar Premier Division (2016/2017)
Gibraltar Premier Division 2016/2017 była 118. edycją rozgrywek piłki nożnej na Gibraltarze najwyższą klasą rozgrywkową ligi seniorów mężczyzn.
Brało w niej udział 10 drużyn, które w okresie od 21 września 2016 do 22 maja 2017 rozegrały 27 kolejek meczów.
Obrońcą tytułu był Lincoln Red Imps.
Mistrzostwo po raz siódmy w historii zdobyła drużyna Europa.

## Drużyny

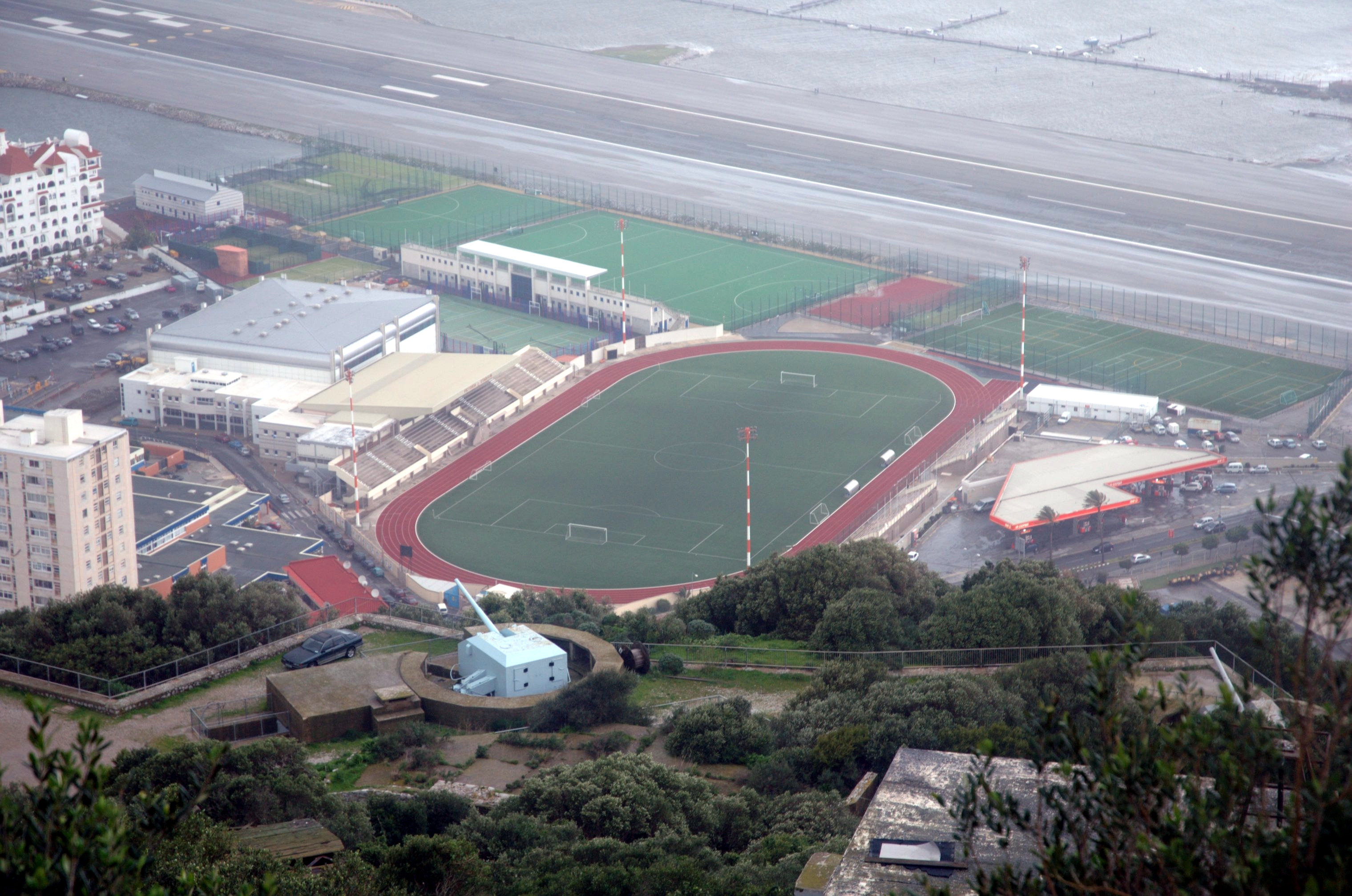
Widok ze Skały Gibraltarskiej na Victoria Stadium

| Uczestnicy poprzedniej edycji                                                                                 | Uczestnicy poprzedniej edycji | Uczestnicy poprzedniej edycji | Uczestnicy poprzedniej edycji |
| --- | ----------------------------- | ----------------------------- | ----------------------------- |
| LIN | Lincoln Red Imps              | 1                             |                               |
| EFC | Europa FC                     | 2                             |                               |
| STJ | St Joseph’s                   | 3                             |                               |
| LIO | Lions Gibraltar               | 4                             |                               |
| LYN | Lynx                          | 5                             |                               |
| MAN | Manchester 62                 | 6                             |                               |
| GLA | Glacis United                 | 7                             |                               |
| GIB | Gibraltar United              | 8                             |                               |
| Awans z Second Division                                                                                       |                               |                               |                               |
| EPO | Europa Point                  | 1                             |                               |
| po barażach                                                                                                   |                               |                               |                               |
| MCA | Mons Calpe                    | 2                             |                               |
| Oznaczenia: - kolumna pierwsza – skróty nazw drużyn, - kolumna trzecia – miejsce zajęte w poprzednim sezonie. |                               |                               |                               |

## Format rozgrywek
Wszystkie mecze rozgrywane są jako derby na Victoria Stadium.
Rozgrywki toczą się systemem "każdy z każdym", w którym każde dwie drużyny rozegrają między sobą trzy spotkania, co łącznie daje 27 kolejek w sezonie.
Zwycięzca zagra w rundzie wstępnej Ligi Mistrzów UEFA. Zespół z drugiego miejsca oraz zdobywca Rock Cup zagrają w rundzie wstępnej Ligi Europy.
W przypadku zapewnienia sobie przez zdobywcę Pucharu Gibraltaru występów w europejskich pucharach poprzez ligę awans otrzymuje trzecia drużyna ligi.
Drużyna, która zajmie dziesiąte miejsce, spada z ligi, a dziewiąta zagra baraż z drużyną zajmującą drugie miejsce w Second Division o miejsce w Premier Division 2017/18.

## Tabela
| Lp. | Drużyna              | M  | Z  | R | P  | B+  | B-  | +/–  | Pkt | Kwalifikacja                                |
| --- | -------------------- | -- | -- | - | -- | --- | --- | ---- | --- | ------------------------------------------- |
| 1   | Europa (M, P)        | 27 | 24 | 1 | 2  | 93  | 18  | +75  | 73  | Liga Mistrzów UEFA • I runda kwalifikacyjna |
| 2   | Lincoln Red Imps     | 27 | 23 | 3 | 1  | 100 | 16  | +84  | 72  | Liga Europy UEFA • I runda kwalifikacyjna   |
| 3   | St Joseph's          | 27 | 16 | 6 | 5  | 53  | 18  | +35  | 54  | Liga Europy UEFA • I runda kwalifikacyjna   |
| 4   | Glacis United        | 27 | 12 | 8 | 7  | 42  | 34  | +8   | 44  |                                             |
| 5   | Mons Calpe           | 27 | 13 | 3 | 11 | 44  | 35  | +9   | 42  |                                             |
| 6   | Lynx                 | 27 | 8  | 4 | 15 | 34  | 45  | −11  | 28  |                                             |
| 7   | Gibraltar United     | 27 | 4  | 9 | 14 | 20  | 43  | −23  | 21  |                                             |
| 8   | Lions Gibraltar      | 27 | 4  | 9 | 14 | 17  | 54  | −37  | 21  |                                             |
| 9   | Manchester 62 (B, O) | 27 | 4  | 5 | 18 | 27  | 60  | −33  | 17  | baraż o utrzymanie                          |
| 10  | Europa Point (S)     | 27 | 2  | 2 | 23 | 13  | 120 | −107 | 8   | Spadek do Second Division                   |

## Wyniki
| Gospodarz \ Gość | EFC | EPO | GIB | GLA | LIN  | LGI | LYN | MAN | MON | SJO | EFC | EPO  | GIB | GLA | LIN | LGI | LYN | MAN | MON | SJO |
| ---------------- | --- | --- | --- | --- | ---- | --- | --- | --- | --- | --- | --- | ---- | --- | --- | --- | --- | --- | --- | --- | --- |
| Europa           |     | 2–1 | 3–0 | 4–3 | 1–0  | 2–1 | 3–1 | 8–0 | 2–0 | 1–1 |     | 13–1 | 7–0 |     | 1–4 | 1–0 |     |     |     | 2–1 |
| Europa Point     | 1–4 |     | 1–0 | 1–3 | 0–15 | 1–1 | 0–3 | 2–1 | 1–4 | 0–3 |     |      |     | 1–6 |     | 0–1 | 0–3 | 0–6 | 1–6 |     |
| Gibraltar United | 0–1 | 3–0 |     | 0–2 | 0–2  | 1–1 | 0–1 | 3–1 | 2–2 | 0–1 |     | 2–2  |     | 2–1 | 0–1 |     |     |     |     | 0–0 |
| Glacis United    | 0–2 | 5–0 | 0–0 |     | 0–5  | 1–0 | 2–0 | 1–0 | 3–0 | 0–2 | 0–2 |      |     |     |     |     | 1–0 | 1–1 | 1–0 |     |
| Lincoln Red Imps | 3–1 | 4–0 | 2–0 | 7–0 |      | 4–1 | 5–0 | 2–0 | 4–1 | 2–2 |     | 9–0  |     | 3–3 |     | 4–0 | 1–0 |     | 2–2 |     |
| Lions Gibraltar  | 0–7 | 2–0 | 0–0 | 1–1 | 0–5  |     | 1–1 | 1–1 | 1–1 | 0–3 |     |      | 0–0 | 0–0 |     |     | 2–1 |     |     | 0–3 |
| Lynx             | 0–7 | 3–0 | 0–1 | 1–1 | 1–2  | 7–2 |     | 2–2 | 0–4 | 1–3 | 0–1 |      | 1–1 |     |     |     |     | 1–0 | 2–0 |     |
| Manchester 62    | 0–4 | 4–0 | 2–2 | 0–3 | 1–6  | 5–1 | 0–4 |     | 0–2 | 0–1 | 0–4 |      | 3–0 |     | 0–3 | 0–1 |     |     |     | 0–0 |
| Mons Calpe       | 0–3 | 2–0 | 3–1 | 1–3 | 1–2  | 1–0 | 2–0 | 3–0 |     | 2–0 | 0–3 |      | 2–1 |     |     | 2–0 |     | 3–0 |     | 0–1 |
| St Joseph's      | 1–4 | 6–0 | 4–1 | 1–1 | 1–2  | 2–0 | 2–1 | 2–0 | 2–0 |     |     | 9–0  |     | 0–0 | 0–1 |     | 2–0 |     |     |     |

1. ↑  Mecz 8 kolejki między Europa Point a Lynx został zweryfikowany jako walkower 3-0 dla Lynx. Mecz zakończył się wynikiem 1:2[3].
2. ↑  Mecz 9 kolejki między Gibraltar United a Europa Point został zweryfikowany jako walkower 3-0 dla Gibraltar United. Europa Point nie wystawił wystarczającej liczby graczy na mecz[4].
3. ↑  Mecz 4 kolejki między Glacis United a Mons Calpe został zweryfikowany jako walkower 3-0 dla Glacis United. Mone Calpe złamał zasady ligowe HGP. Mecz zakończył się wynikiem 0:0[5].

## Baraż o utrzymanie
Manchester 62 wygrał z Bruno’s Magpies baraż o miejsce w Gibraltar Premier Division na sezon 2017/2018.
| 30 maja 2017 | Manchester 62                                    | 3:1   | Bruno’s Magpies |                                                    |
| 20:00        | Diaz 6' · Aaron Payas 29' · Pacheco Exposito 35' | (3:0) | 70' Busumbru    | Victoria Stadium, Gibraltar Sędzia: Yaroslaff Borg |

## Najlepsi strzelcy
| Bramki | Strzelcy                   | Drużyna          |
| ------ | -------------------------- | ---------------- |
| 30     | Kike Gómez                 | Europa           |
| 17     | Joseph Chipolina           | Lincoln Red Imps |
| 15     | John-Paul Duarte           | St Joseph’s      |
| 15     | Guillermo Roldán           | Europa           |
| 15     | Liam Walker                | Europa           |
| 14     | Lee Casciaro               | Lincoln Red Imps |
| 13     | George Cabrera             | Lincoln Red Imps |
| 11     | Salvador Carrasco Lopez    | Glacis United    |
| 11     | Juan Pablo Pereira Sastrie | Mons Calpe       |
| 10     | Tulio Etchemaite           | Lincoln Red Imps |

Źródło: 